# Girej
Girej è una cittadina della Russia europea meridionale, situata nel territorio di Krasnodar; appartiene amministrativamente al rajon Gul'kevičskij.